# Francisco de Paula Oliva
Francisco de Paula Oliva, más conocido como Pa'i Oliva (del idioma guaraní: Padre Oliva) (Sevilla, 14 de octubre de 1928–Asunción, 3 de enero de 2022), fue un sacerdote católico español miembro de la Compañía de Jesús y activista social nacionalizado paraguayo.

## Infancia y juventud
Nació el 14 de octubre de 1928 en la ciudad de Sevilla (España). Fue un niño dócil y reservado. Recibió una educación religiosa al uso, la que le correspondía por el entorno familiar en el que había nacido -familia sevillana tradicional y católica- y por los colegios donde completó su formación: los Maristas, primero, y los Marianistas de Vitoria, donde terminó la primaria en 1939.
El resumía este periodo de su vida de esta forma: "La casa donde uno vive marca mucho la vida. El más lejano recuerdo de mi vida es cuando tenía 4 años. Puedo describir y hacer el mapa en concreto del piso donde vivíamos en Sevilla. Allí nacimos todos los hermanos. Desde allí nos fuimos a una casita en las afueras de Sevilla, en un pueblo que se llama Gines. A mi padre, abogado, lo amenazaron de muerte y tuvimos que refugiarnos en la casa de los abuelos paternos. Poco después mi familia se fue al campo y yo me quedé con ellos. Mi familia se volvió a encontrar en un apartamento frente al río Guadalquivir. Acabó la guerra civil y decidieron irse al norte de España a probar fortuna. Inauguramos un piso formidable en pleno centro de Vitoria, la capital de Alava. Aquello fue un fracaso y todos se volvieron a Sevilla dejándome a mí interno, solo, a mil kilómetros de distancia de ellos. A los dos años me llamaron y vivimos esta
vez en la casa de la abuela materna. Entonces estaba en tercero de bachillerato. Finalmente nos mudamos a un piso, en la calle San Vicente. Fue la última casa que habité con mis padres y hermanos (Proyecto Dos Orillas, 2008,)

## Los Medios de Comunicación
Una de sus grandes pasiones son los medios de comunicación, pero no por afición, sino por convicción. Supo desde muy pronto de la importancia de saber usar bien los medios de comunicación para poder trasladar a la sociedad el mensaje en el que cree. Así lo ha venido haciendo durante décadas principalmente en la Radio y en la prensa escrita.

## Su vida en América
Su compromiso social, religioso y político se ha desarrollado principalmente en América Latina. Donde ha pasado por varios países: Ecuador, Nicaragua, Argentina y, sobre todo, Paraguay.

## Su "exilio" en España
Para él, el regreso a España fue un momento especialmente duro. No solo por lo que dejaba atrás sino por lo que supusieron sus primeros meses en este retorno forzoso al país que le vio nacer: sin destino ni tarea clara vio cómo sus superiores le pedían simplemente "que descansara" cuando él necesitaba vitalmente seguir entregado a la causa a la que había dedicado su vida.
Tuvo que buscarse esa tarea. Primero participó en la Parroquia de San Pablo, en la periferia de Huelva. Luego consiguió que le dejaran dedicarse a trabajar con jóvenes en el Centro que los jesuitas tenían en el centro de esa ciudad. Y dedicó esos años a la formación en valores de jóvenes en el Centro San Francisco.

## El regreso aParaguay
Hasta que logró regresar a Paraguay. Un momento especialmente esperado no solo por él sino por la ciudadanía paraguaya. Fue recibido con Honores de Estado. Su regreso suponía un signo de normalidad democrática en un país que sufrió una dura dictadura durante muchos años. Continuó su labor social en una de las zonas más pobres de Asunción, la capital paraguaya: el Bañado Sur.